# Ciclismo ai Giochi della XXXII Olimpiade - BMX maschile
Le prove di BMX maschile dei Giochi della XXXII Olimpiade sono state corse dal 29 al 30 luglio al circuito di BMX dell'Ariake Urban Sports Park di Tokyo, in Giappone.
Il vincitore della gara è stato il ciclista dei Paesi Bassi Niek Kimmann.

## Risultati
Il formato della gara hanno previsto che i 24 corridori venissero raggruppati in quattro batterie per disputare i quarti di finale. Ciascuna batteria ha disputato tre manche con classifica generale stilata sommando i piazzamenti nelle singole manche. I quattro migliori classificati di ogni batteria al termine delle tre manche hanno avuto accesso alle due batterie di semifinale, ciascuna con 8 corridori. Ciascuna delle due batterie ha disputato tre manche, con la stessa modalità di classificazione dei quarti di finale, e i migliori quattro di ogni batteria hanno avuto accesso alla finale disputata in manche unica.

### Quarti di finale
Fonti:

#### Batteria 1
| Pos. | #   | Nome                           | 1ª manche  | 2ª manche  | 3ª manche  | Totale | Note |
| ---- | --- | ------------------------------ | ---------- | ---------- | ---------- | ------ | ---- |
| 1    | 3   | Sylvain André ( Francia)       | 40.436 (1) | 40.131 (1) | 40.294 (1) | 3      | Q    |
| 2    | 5   | Kye Whyte ( Gran Bretagna)     | 41.012 (3) | 40.201 (2) | 40.983 (4) | 9      | Q    |
| 3    | 100 | Romain Mahieu ( Francia)       | 40.701 (2) | 40.603 (3) | 40.996 (5) | 10     | Q    |
| 4    | 24  | Corben Sharrah ( Stati Uniti)  | 41.408 (4) | 41.222 (5) | 40.537 (2) | 11     | Q    |
| 5    | 993 | Yoshitaku Nagasako ( Giappone) | 41.862 (5) | 40.984 (4) | 40.851 (3) | 12     |      |
| 6    | 950 | Alex Limberg ( Sudafrica)      | 46.005 (6) | 50.119 (6) | 44.773 (6) | 18     |      |

#### Batteria 2
| Pos. | #   | Nome                          | 1ª manche  | 2ª manche  | 3ª manche  | Totale | Note |
| ---- | --- | ----------------------------- | ---------- | ---------- | ---------- | ------ | ---- |
| 1    | 313 | Niek Kimmann ( Paesi Bassi)   | 40.681 (2) | 40.249 (1) | 39.932 (1) | 4      | Q    |
| 2    | 1   | Twan van Gendt ( Paesi Bassi) | 40.555 (1) | 40.477 (2) | 40.258 (2) | 5      | Q    |
| 3    | 500 | Renato Rezende ( Brasile)     | 40.980 (3) | 40.983 (4) | 40.705 (3) | 10     | Q    |
| 4    | 143 | Nicolás Torres ( Argentina)   | 41.243 (4) | 40.527 (3) | 42.525 (6) | 13     | Q    |
| 5    | 76  | Helvijs Babris ( Lettonia)    | 41.529 (5) | 41.710 (5) | 42.490 (5) | 15     |      |
| 6    | 66  | James Palmer ( Canada)        | 41.708 (6) | 41.971 (6) | 41.167 (4) | 16     |      |

#### Batteria 3
| Pos. | #   | Nome                         | 1ª manche  | 2ª manche  | 3ª manche    | Totale | Note |
| ---- | --- | ---------------------------- | ---------- | ---------- | ------------ | ------ | ---- |
| 1    | 33  | Joris Daudet ( Francia)      | 40.570 (1) | 40.207 (1) | 39.911 (1)   | 3      | Q    |
| 2    | 921 | Joris Harmsen ( Paesi Bassi) | 40.698 (2) | 40.327 (2) | 40.463 (2)   | 6      | Q    |
| 3    | 40  | Tore Navrestad ( Norvegia)   | 41.122 (3) | 40.768 (3) | 41.395 (3)   | 9      | Q    |
| 4    | 120 | Vincent Pelluard ( Colombia) | 41.479 (5) | 41.675 (5) | 41.452 (4)   | 14     | Q    |
| 5    | 179 | Simon Marquart ( Svizzera)   | 41.274 (4) | 41.675 (4) | 1:25.514 (6) | 14     |      |
| 6    | 155 | Evgeny Kleshchenko ( ROC)    | 42.432 (6) | 41.912 (6) | 42.337 (5)   | 17     |      |

#### Batteria 4
| Pos. | #   | Nome                         | 1ª manche    | 2ª manche  | 3ª manche  | Totale | Note |
| ---- | --- | ---------------------------- | ------------ | ---------- | ---------- | ------ | ---- |
| 1    | 11  | Connor Fields ( Stati Uniti) | 40.887 (2)   | 41.084 (1) | 40.138 (1) | 4      | Q    |
| 2    | 7   | David Graf ( Svizzera)       | 40.459 (1)   | 41.473 (2) | 40.436 (3) | 6      | Q    |
| 3    | 278 | Carlos Ramírez ( Colombia)   | 42.164 (4)   | 41.620 (3) | 40.801 (4) | 11     | Q    |
| 4    | 593 | Alfredo Campo ( Ecuador)     | 1:09.531 (6) | 41.941 (4) | 40.329 (2) | 12     | Q    |
| 5    | 117 | Giacomo Fantoni ( Italia)    | 41.576 (3)   | 42.766 (6) | 40.979 (5) | 14     |      |
| 6    | 44  | Anthony Dean ( Australia)    | 1:00.186 (5) | 42.750 (5) | 42.251 (6) | 16     |      |

### Semifinali

#### Batteria 1
| Pos. | #   | Nome                          | 1ª manche  | 2ª manche  | 3ª manche    | Totale | Note |
| ---- | --- | ----------------------------- | ---------- | ---------- | ------------ | ------ | ---- |
| 1    | 100 | Romain Mahieu ( Francia)      | 40.265 (1) | 40.293 (2) | 40.244 (1)   | 4      | Q    |
| 2    | 278 | Carlos Ramírez ( Colombia)    | 41.207 (4) | 41.005 (4) | 41.281 (2)   | 10     | Q    |
| 3    | 3   | Sylvain André ( Francia)      | 40.695 (2) | 40.490 (3) | 1:09.511 (6) | 11     | Q    |
| 4    | 11  | Connor Fields ( Stati Uniti)  | 40.762 (3) | 40.270 (1) | DNF (8)      | 12     | Q    |
| 5    | 143 | Nicolás Torres ( Argentina)   | 41.693 (5) | 41.014 (5) | 41.360 (3)   | 13     |      |
| 6    | 120 | Vincent Pelluard ( Colombia)  | 42.002 (6) | 41.422 (6) | 42.250 (5)   | 17     |      |
| 7    | 921 | Joris Harmsen ( Paesi Bassi)  | 42.978 (7) | 42.265 (7) | 41.801 (4)   | 18     |      |
| 8    | 1   | Twan van Gendt ( Paesi Bassi) | 58.692 (8) | 42.315 (8) | 1:51.080 (7) | 23     |      |

#### Batteria 2
| Pos. | #   | Nome                          | 1ª manche  | 2ª manche    | 3ª manche  | Totale | Note |
| ---- | --- | ----------------------------- | ---------- | ------------ | ---------- | ------ | ---- |
| 1    | 313 | Niek Kimmann ( Paesi Bassi)   | 39.981 (1) | 40.023 (3)   | 39.352 (2) | 6      | Q    |
| 2    | 5   | Kye Whyte ( Gran Bretagna)    | 40.769 (3) | 40.076 (4)   | 39.299 (1) | 8      | Q    |
| 3    | 33  | Joris Daudet ( Francia)       | 41.141 (4) | 39.629 (1)   | 39.924 (3) | 8      | Q    |
| 4    | 593 | Alfredo Campo ( Ecuador)      | 40.442 (2) | 39.738 (2)   | 40.173 (4) | 8      | Q    |
| 5    | 7   | David Graf ( Svizzera)        | 41.645 (6) | 1:15.178 (7) | 40.462 (5) | 18     |      |
| 6    | 40  | Tore Navrestad ( Norvegia)    | 41.648 (7) | 40.302 (5)   | 40.722 (6) | 18     |      |
| 7    | 500 | Renato Rezende ( Brasile)     | 41.561 (5) | 1:28.740 (8) | 40.992 (7) | 20     |      |
| 8    | 24  | Corben Sharrah ( Stati Uniti) | 42.208 (8) | 40.994 (6)   | 43.532 (8) | 22     |      |

### Finale
Fonte:
| Pos.    | #   | Nome                         | Tempo  |
| ------- | --- | ---------------------------- | ------ |
| Oro     | 313 | Niek Kimmann ( Paesi Bassi)  | 39.053 |
| Argento | 5   | Kye Whyte ( Gran Bretagna)   | 39.167 |
| Bronzo  | 278 | Carlos Ramírez ( Colombia)   | 40.572 |
| 4       | 3   | Sylvain André ( Francia)     | 40.676 |
| 5       | 593 | Alfredo Campo ( Ecuador)     | 40.705 |
| 6       | 100 | Romain Mahieu ( Francia)     | 41.952 |
| 7       | 33  | Joris Daudet ( Francia)      | DNF    |
| 8       | 11  | Connor Fields ( Stati Uniti) | DNS    |